# Aeronavegabilidad

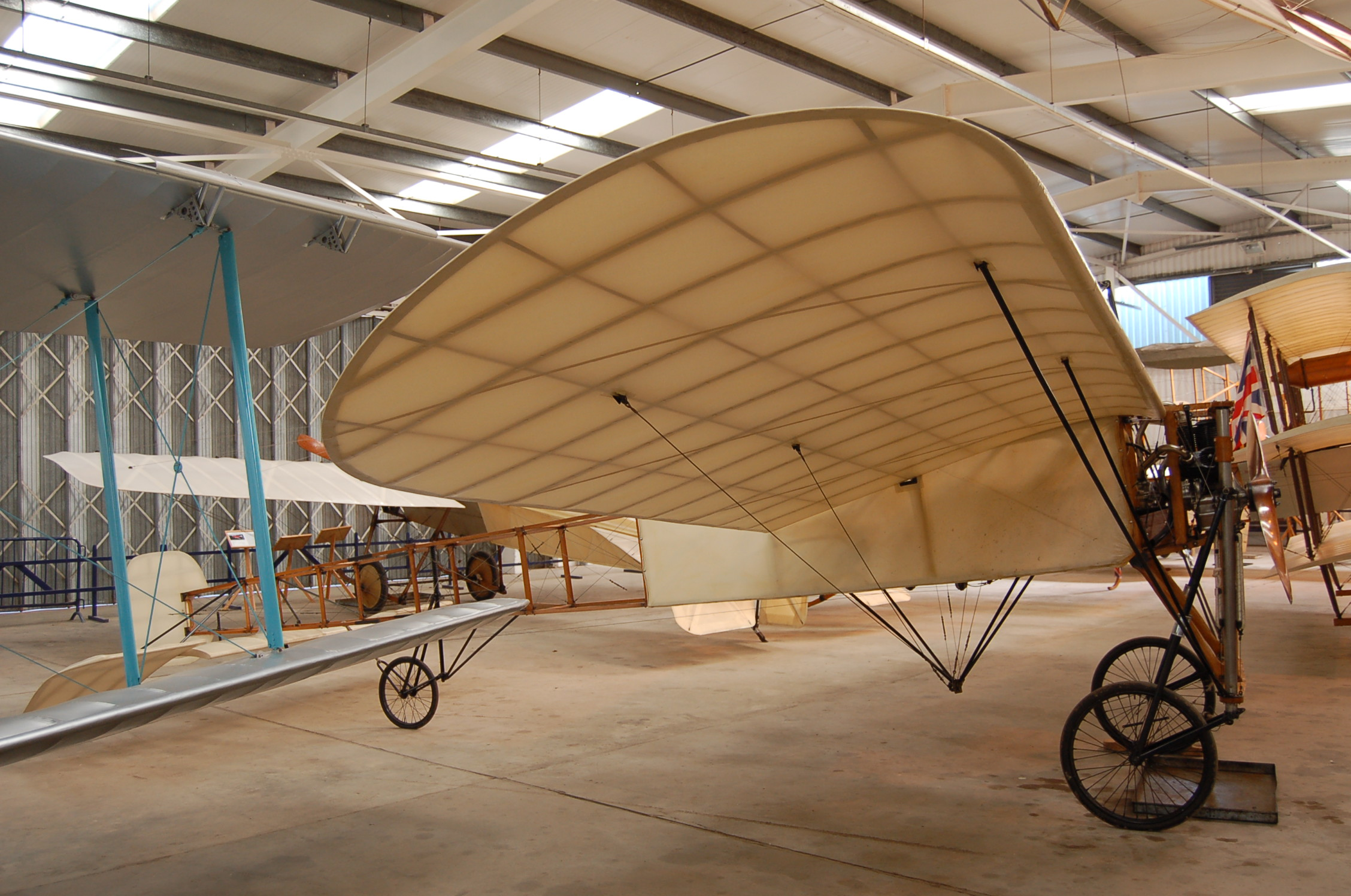
Blériot XI (1909), primer vehículo aeronavegable.

La aeronavegabilidad es una medida de la capacidad que tiene una aeronave para operar en condiciones seguras. Esta capacidad se encuentra reflejada en el certificado de aeronavegabilidad, otorgado por la autoridad de aviación competente de cada país. Este certificado se conserva siempre que la aeronave siga cumpliendo con sus especificaciones, lo que se conoce como mantenimiento de la aeronavegabilidad (Continuing Airworthiness).
En los EE. UU., en el Título 14 del Código de Regulaciones Federales, Subcapítulo F, Parte 91.7, establece que: "a) Ninguna persona puede operar una aeronave que no posea la condición de aeronavegabilidad. b) El piloto al mando de una aeronave civil es responsable de determinar si la aeronave es apta para un vuelo seguro.  El piloto al mando interrumpirá el vuelo cuando exista cualquier problema mecánico, eléctrico o estructural que comprometa la aeronavegabilidad."[cita requerida]

## Reglamento
El principal reglamento sobre aeronavegabilidad se encuentra en el Anexo 8 de la OACI, aunque otros organismos como son la Administración Federal de Aviación (FAA) y la Agencia Europea de Seguridad Aérea (EASA) establecen sus propias normas, pero al formar parte de los Estados Contratantes del Convenio de Chicago no pueden contradecir el Convenio ni sus anexos.
En el caso de la FAA, el reglamento sobre aeronavegabilidad se encuentra en el título 14 del Código de Regulaciones Federales (Code of Federal Regulations), mientras que para el caso de la EASA, la especificaciones de aeronavegabilidad vienen expuestas en varios reglamentos, principalmente en los reglamentos n.º 216/2008 (Reglamento Base), n.º 748/2012 (Aeronavegabilidad inicial), n.º 2015/640 (Especificaciones adicionales de aeronavegabilidad) y n.º 1321/2014 (Mantenimiento de la aeronavegabilidad). Estos reglamentos tienen a su vez anexos y especificaciones de certificación.

## Reglamento base
En el Reglamento (UE) no 216/2008, se establecen normas comunes en el ámbito de la aviación civil y se crea la Agencia Europea de Seguridad Aérea. En el artículo 5 de este reglamento aparecen las primeras especificaciones sobre aeronavegabilidad y en el artículo 20 trata sobre tema de la certificación de la aeronavegabilidad.
El objetivo principal de este reglamento es establecer y mantener un nivel elevado y uniforme de seguridad en la aviación civil en Europa. Para ello establece diferentes normas relacionadas con la aeronavegabilidad:
- Las aeronaves cumplirán los requisitos esenciales establecidos en el anexo I en materia de aeronavegabilidad.
- Se demostrará que los productos poseen un certificado de tipo. Este, así como las certificaciones de modificaciones del mismo, incluidos los certificados de tipo suplementarios, será expedido previa demostración por el solicitante de que el producto cumple unas bases de certificación.
- No se operará ninguna aeronave si no dispone de un certificado de aeronavegabilidad válido.
- El certificado de aeronavegabilidad se expedirá cuando el solicitante haya demostrado que la aeronave se ajusta al diseño del modelo aprobado en su certificado de tipo y que la documentación, inspecciones y pruebas pertinentes acreditan que la aeronave está en condiciones para una utilización segura. El certificado de aeronavegabilidad será válido mientras no se suspenda, o se anule, o se deje sin efecto y siempre que la aeronave se mantenga de conformidad con los requisitos esenciales sobre mantenimiento de la aeronavegabilidad
- La Comisión velará, en particular, porque se refleje el estado actual de la técnica y las mejores prácticas en materia de aeronavegabilidad; que tengan en cuenta la experiencia acumulada en servicio por las aeronaves en todo el mundo, así como el progreso científico y técnico; permitan la respuesta inmediata, una vez determinadas las causas de accidentes y de incidentes graves; no impongan a las aeronaves requisitos incompatibles con las obligaciones contraídas por los Estados miembros en virtud de su pertenencia a la Organización de Aviación Civil Internacional (OACI).

## Aeronavegabilidad inicial
En el Reglamento (UE) n.º 748/2012 se establecen las disposiciones de aplicación sobre la certificación de aeronavegabilidad y
medioambiental de las aeronaves y los productos, componentes y equipos relacionados con ellas, así
como sobre la certificación de las organizaciones de diseño y de producción.
Además de los requisitos técnicos y procedimientos administrativos comunes para la certificación de la aeronavegabilidad y medioambiental el Reglamento n.º 748/2012 también comprende los siguientes aspectos:
- La expedición de certificados de tipo, de certificados de tipo restringidos, de certificados de tipo suplementarios, así como las modificaciones de dichos certificados.

- La expedición de aprobaciones del diseño de reparaciones.
- La demostración de que se cumplen los requisitos de protección medioambiental.
- La expedición de certificados de niveles de ruido.
- La identificación y certificación de productos, componentes y equipos.
- La certificación de las organizaciones de diseño y producción.
- La expedición de directivas de aeronavegabilidad.

Este reglamento contiene un anexo, Parte-21, donde se especifica los requisitos y procedimientos para la certificación de aeronaves y productos, componentes y equipos relacionados con ellas, y las organizaciones de diseño y producción. Aparte de este anexo, aparecen también varias especificaciones de certificación, entre ellas la CS-25 para aviones grandes, y la CS-23, para aviones medianos y pequeños.

## Especificaciones adicionales de aeronavegabilidad
El Reglamento (UE) n.º 2015/640 establece especificaciones de aeronavegabilidad adicionales para operaciones y contiene dos anexos. El Anexo I (Parte 26), Subparte A, está dedicado a disposiciones generales sobre la autoridad competente, equipos temporalmente inoperativos y la demostración de conformidad. La Subparte B del mencionado anexo se centra en aviones grandes y contiene especificaciones relacionadas con asientos, literas, cinturones de seguridad y arneses; ubicación, acceso y marcas de las salidas de emergencia; alumbrado interior de emergencia y funcionamiento de las luces de emergencia; interiores de compartimento; inflamabilidad de los revestimientos de los compartimentos de carga; protección contra incendios de los lavabos; avisador acústico del tren de aterrizaje y Sistemas de apertura y cierre de la puerta del compartimento de la tripulación de vuelo — incapacitación de un tripulante. El Anexo II contiene una modificación al Anexo III (parte ORO) del Reglamento (UE) n.º 965/2012.

## Mantenimiento de la aeronavegabilidad
El Reglamento (UE) n.º 1321/2014 regula el mantenimiento de la aeronavegabilidad de las aeronaves y productos aeronáuticos, componentes y equipos y sobre la aprobación de las organizaciones y personal que participan en dichas tareas. Contiene 7 anexos, aunque el Anexo V ha sido derogado. El Anexo I (Parte M); Sección A (Requisitos técnicos), "establece las medidas que deben tomarse para garantizar el mantenimiento de la aeronavegabilidad, incluido el mantenimiento. Además, especifica las condiciones que deben cumplir las personas u organizaciones que participen en la gestión del mantenimiento de la aeronavegabilidad". La Sección B (Procedimientos para las autoridades competentes) "establece los procedimientos administrativos que deberán seguir las autoridades competentes encargadas de la aplicación y cumplimiento de la Sección A de la Parte M".
El Anexo II (Parte 145); Sección A (Requisitos técnicos), "establece los requisitos que debe cumplir una organización para ser apta para otorgar o mantener una aprobación
de mantenimiento de aeronaves y elementos". La Sección B (Procedimientos para las autoridades competentes) "establece los procedimientos administrativos que deberá seguir la autoridad competente para desempeñar sus tareas y responsabilidades en relación con la concesión, prórroga, modificación, suspensión o revocación de aprobaciones de organizaciones de mantenimiento en virtud de la Parte 145".
El Anexo III (Parte 66); Sección A (Requisitos técnicos), "define la licencia de mantenimiento de aeronaves y se fijan los requisitos para su solicitud, expedición y continuidad de su validez". La Sección B (Procedimientos para las autoridades competentes) "establece los procedimientos, incluidos los requisitos administrativos, que deberán seguir las autoridades competentes encargadas de la aplicación y el control del cumplimiento de la Sección A de la Parte 66".
El Anexo IV (Parte 147); Sección A (Requisitos técnicos), "establece los requisitos que deben cumplir las organizaciones que soliciten autorización para llevar a cabo cursos de formación y exámenes especificados en la Parte 66". La Sección B (Procedimientos para las autoridades competentes) "establece los requisitos administrativos que deberán seguir las autoridades competentes encargadas de la aplicación de la Sección A de esta parte".
El Anexo V bis (Parte T); Sección A (Requisitos técnicos), "establece los requisitos para garantizar la conservación del mantenimiento de la aeronavegabilidad de la aeronave a que se hace referencia en el artículo 1, letra b), de conformidad con los requisitos fundamentales establecidos en el anexo IV del Reglamento (CE) nº 216/2008. También se especifican las condiciones que han de reunir las personas y organizaciones responsables de la gestión del mantenimiento de la aeronavegabilidad y del mantenimiento de la aeronave de que se trate". La Sección B (Procedimientos para las autoridades competentes) "establece los procedimientos administrativos que deberán seguir las autoridades competentes encargadas de la aplicación y cumplimiento de la Sección A de la Parte T".
El Anexo VI contiene exclusivamente una tabla de correspondencias entre el Reglamente (CE) n.º 2042/2003 y el presente reglamento.